# Döden ligger lågt
Döden ligger lågt är en fantasyroman skriven av Terry Pratchett. Boken handlar till stor del om tid, likt Thief of Time.

## Handling
I början av boken blir Döden avskedad. Han tar ett arbete på en bondgård och lär sig där om att leva som en vanlig människa under pseudonymen Kalle Port, med hjälp av den magi som gör att vanliga människor ser honom som en väldigt smal man. Men att han blir sparkad ger problem. Livskraften som Döden vanligtvis tar vara på när man dör, kommer inte vidare. Därför kanaliseras den så att ingen kan dö. En hundratrettioårig trollkarl vid namn Windel Poons dör och blir en zombie. En stor del av handlingen handlar även om honom.

## Medverkande[1]

### Trollkarlar
- Mustrum Ridcully
- Bibliotekarien
- Skattmästaren
- Windel Poons

### Övriga
- Döden
- A'tuin
- Berilia
- Tubul
- Store T’Phon
- Jerakeen